# Sede Superior del Ejército Aéreo
Lista de las unidades de la Sede Superior del Ejército Aéreo durante la Segunda Guerra Mundial.

## Comandos Administrativos Aéreos
En N.º romanos
- III Comando Administrativo Aéreo
- IV Comando Administrativo Aéreo
- VI Comando Administrativo Aéreo
- V Comando Administrativo Aéreo
- VIII Comando Administrativo Aéreo
- X Comando Administrativo Aéreo
- XI Comando Administrativo Aéreo
- XIV Comando Administrativo Aéreo

En decimal
- 4.º Comando Administrativo Aéreo
- 5.º Comando Administrativo Aéreo
- 6.º Comando Administrativo Aéreo
- 9.º Comando Administrativo Aéreo
- 10.º Comando Administrativo Aéreo

### Otros Comandos Administrativos Aéreos
- Comando Administrativo Aéreo Francia Occidental

## Comandos Aéreos de Estados Mayor z.b.V.
- 12.º Comando Aéreo de Estado Mayor z.b.V.

## Cuerpos Antiaéreos
- I Cuerpo Antiaéreo
- II Cuerpo Antiaéreo
- III Cuerpo Antiaéreo
- IV Cuerpo Antiaéreo